# Börsmäklare

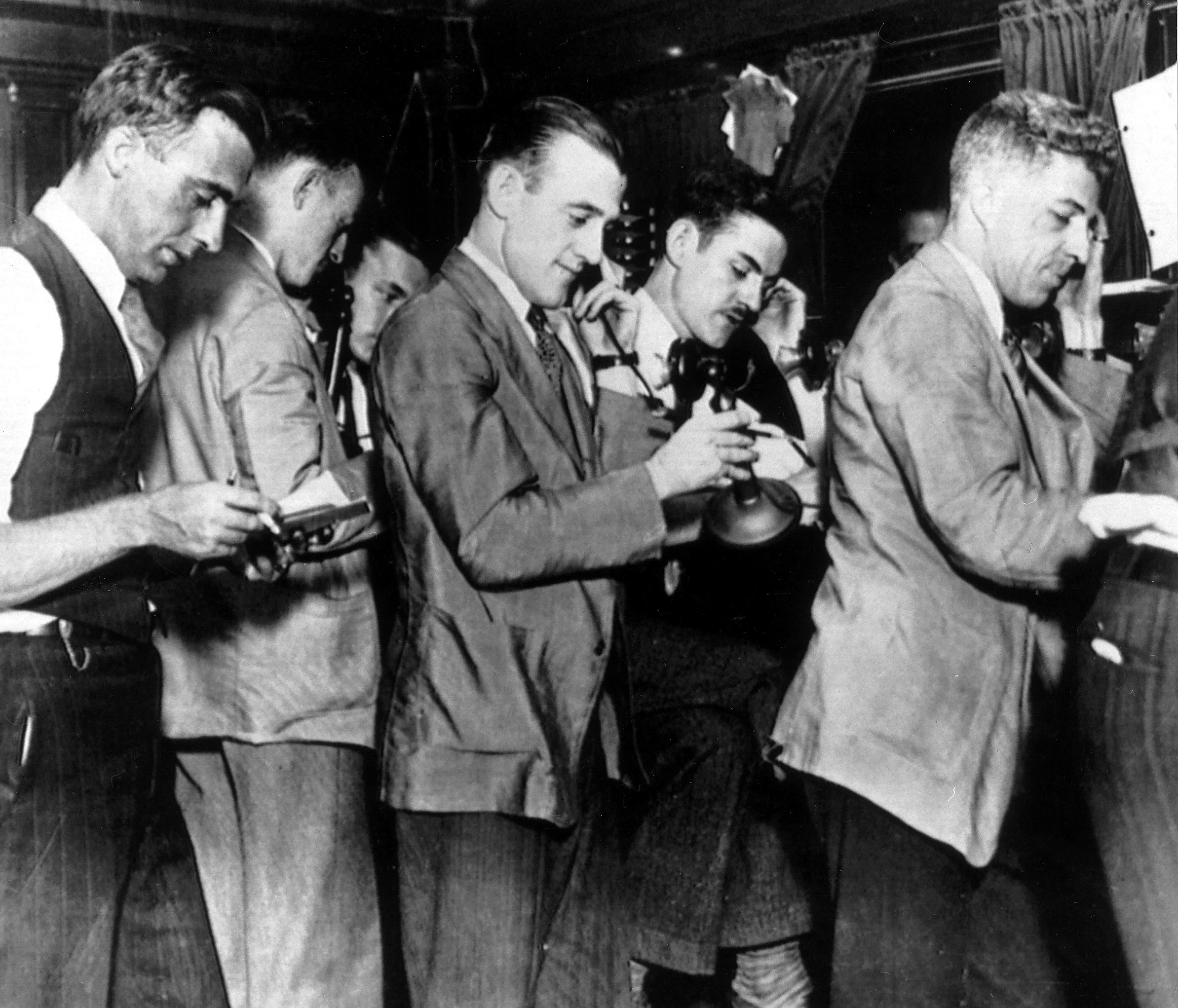
Börsmäklare i New York, 1929.

En börsmäklare eller aktiemäklare är en person som arbetar med att köpa och sälja aktier och andra värdepapper på uppdrag av investerare. Man brukar säga att en börsmäklare arbetar med aktie- eller börsmäkleri. En börsmäklare är oftast anställd på en mäklarfirma eller bank.